# محمد النقيب
محمد بن علي العريضي ويعرف بالنقيب وأيضا الأكبر محدّث وعالم من نقباء العلويين بالمدينة. له مرويات في كتب الشيعة.

## نسبه
محمد بن علي العريضي بن جعفر الصادق بن محمد الباقر بن علي زين العابدين بن الحسين السبط بن علي بن أبي طالب، وعلي زوج فاطمة بنت محمد ﷺ.
فهو الحفيد 6 لرسول الله محمد ﷺ في سلسلة نسبه.

## مولده ونشأته
ولد بالمدينة لأم ولد ونشأ بها وصحب أباه وتأدب به ورحل معه إلى قرية العريض ولم يزل تحت كنف أبيه فلم يفارقه إلى أن توفي. ولم تطب له الإقامة في العريض بعد موت أبيه فارتحل إلى العراق وسكن البصرة وتديرها. وهو من أصحاب علي الرضا بن موسى الكاظم.
احتلت مدينة البصرة دورا فعالا في حركة التجارة في العصر العباسي الأول، وأصبحت من أكبر المدن العربية، وأكثرها أهمية لا سيما بعد انتقال مقر الخلافة إلى العراق، الذي جعل منها الميناء الرئيس للخلافة الجديدة، فأخذت تجارتها مع العالم الخارجي تشكل أهم مورد حيوي تعتمد عليه الخلافة في بناء دولتها الحديثة. لذا أخذ يتهافت عليها الناس من كل ناحية، وأصبحت مركزا لنشر العلوم والفقه، وتعددت فيها الأجناس، وازداد عدد الوافدين إليها.

## ذريته
أعقب ستة عشر ولدا؛ هم تسعة ذكور: عيسى، ويحيى، والحسن، وموسى، وجعفر، وإبراهيم، وإسحاق، وعلي، والحسين. وسبع بنات: أم القاسم، ورقية، وخديجة، وأم عبد الله، وأسماء، وفاطمة، وأم أبيها. وفي ولده العدد والكثرة من العريضيين، وهم متفرّقون في البلاد.

## وفاته
توفي بالبصرة في حدود سنة 230 هـ.

## روابط خارجية
- الحسيني، محمد رضا (1989). "الكنية حقيقتها: وميزاتها وأثرها في الحضارة والعلوم الإسلامية". مجلة تراثنا. قم، إيران: مؤسسة آل البيت لإحياء التراث. ع. السابع عشر. ص. 58. مؤرشف من الأصل في 2023-05-25. - الحوزة العلمية الزينبية.